# 밀라노의 행정 구역

밀라노의 9개 구

이탈리아 밀라노의 행정 구역은 현재 9개 구(이탈리아어: zone di decentramento →분권구)로 이루어지며 제1구부터 제9구까지 존재한다. 1997년에 조직이 수립되어 1999년부터 시행하고 있는데, 시행 이전까지는 밀라노 시를 20개의 행정구역으로 나누고 있었다.

## 구의회
각 구에는 '콘실리오 디 초나' (Consiglio di Zona →구의회)라고 부르는 지역 행정부가 있다. 거주자가 10만 명이 넘는 구의 의회에는 의원이 41명, 거주자가 그보다 적은 나머지 구 (현재 이 범주에 드는 구는 없다)의 의회에는 의원이 31명이다. 각 의회에서는 대표를 선출한다.
1997년 계획안이 구의회에게 여러 권한과 기능을 돌아가게 하려던 것과는 달리 대부분 방치되고 있으며, 따라서 실제로는 구의회들은 매우 적은 행정력과 직무를 가지게 되었다. 다음은 구의회의 실질적인 기능 중 일부이다.
- 공공사업, 도시계획, 녹지 보전, 노상시장 규제와 같은 도시 생활 및 사회적인 안건에 관하여 의견을 표할 수 있다. 이러한 의견들은 그보다 더 높은 시 행정부에 구속력을 행사하지 않는다.
- (필요한 경우에) 시 행정부로부터 관리자금을 특수한 목적으로 제공받는데, 예를 들어서 가난한 가구들에게 교육권을 보장하는 것 등이 있다.

2016년 행정개편 이후 구의회는 대부분의 지역 행정도 담당할 수 있게 되었다. 학교, 사회복지, 쓰레기 수거, 도로, 공원, 도서관 및 지역 경제 등이다. 또 지자체 대표의 경우 원래는 의회를 통해 선출되었으나, 2016년부터 모든 지자체 대표는 직접선거로 선출되기 시작했다. 따라서 현 시의회 회기 (2016년~2021년)에 해당하는, 2016년 6월 5일 당선된 각 구의 구청장은 다음과 같다.
| 구 | 구청장                             | 정당 | 정당   | 득표수 | %    | 과반 득표 | 과반 득표 |
| -- | ---------------------------------- | ---- | ------ | ------ | ---- | --------- | --------- |
| 1  | 파비오 루이지 아리고니             |      | 민주   | 18,081 | 45.2 | 예        |           |
| 2  | 사무엘레 피시나                    |      | 북연   | 23,318 | 43.2 |           |           |
| 3  | 카텔리나 안톨라                    |      | 민주   | 25,956 | 43.7 | 예        |           |
| 4  | 파올로 구이도 마리오 잔카를로 바시 |      | 북연   | 25,380 | 41.6 |           |           |
| 5  | 알레산드로 브라마티                |      | 신중우 | 19,695 | 41.0 |           |           |
| 6  | 산토 미니티                        |      | 민주   | 24,743 | 41.7 | 예        |           |
| 7  | 마르코 베스테티                    |      | 포르차 | 28,856 | 42.2 |           |           |
| 8  | 시모네 참벨리                      |      | 좌파   | 30,517 | 42.6 | 예        |           |
| 9  | 주세페 안토니오 라르디에리         |      | 포르차 | 27,637 | 40.9 |           |           |

## 9개의 구
밀라노의 구들은 역사적인 중심부 지역(지금은 대부분 파괴된 옛 스페인 성벽으로 둘러싸였던 부분으로 정의되는 원 모양의 지역)과 일치하는 제1구를 예외로 하면 햇빛 모양으로 나뉘어 있으며, 북동부에 있는 구에서부터 시계 방향으로 번호가 매겨져 있다 (위의 그림을 참고). 일반적으로는 번호로 불리는 반면 각각의 구에는 공식적인 명칭도 있으며, 보통 그 구의 주요 지구나 지역을 나열한 것이다.
아래의 표에는 현재의 구와 명칭, 면적, 인구 (2010년 12월 31일 기준), 인구밀도, 각각의 구를 구성하는 주요 지구들의 목록이 차례로 나와 있다. 동(지구, 콰르티에레)은 공식 행정 구역이 아니므로 비공식임을 유의하라.
|     | 명칭                                              | 면적 (km2) | 인구 (2010년 12월 31일) | 인구밀도 (명/km2) | 콰르티에리 (동, 지구) |
| 1구 | 첸트로스토리코                                    | 9.67       | 97,237                  | 10,055            | 브레라, 첸트로스토리코, 콘카델나빌리오, 구아스탈라, 포르타셈피오네, 포르타테날리아 |
| 2구 | 밀라노 첸트랄레, 고를라, 투로, 그레코, 크레셴차고 | 1.,58      | 114,301                 | 11,417            | 아드리아노, 크레셴차고, 고를라, 그레코, 피아찰레로레토, 마졸리나, 만델로, 미라벨로, 폰테세베소, 포르타누오바, 프레코토, 밀라노첸트랄레, 투로, 빌라조데이조르날리스티                                                                                            |
| 3구 | 치타 스투디, 람브라테, 포르타베네치아             | 14.23      | 139,897                 | 9,831             | 카소레토, 치미아노, 치타스투디, 도소, 람브라테, 오르티카, 포르타몬포르테, 포르타베네치아, 콰르티에르펠트레, 로톨레 |
| 4구 | 포르타비토리아, 포를라니니                        | 20.95      | 152,259                 | 7,268             | 아콰벨라, 칼바이라테, 카스타녜도, 카브리아노, 포를라니니, 감볼로이타, 라트레카, 몬루에, 모르센키오, 노세도, 오메로, 폰테 람브로, 포르타비토리아, 포르타로마나, 로고레도, 산루이지, 산타 줄리아, 탈리에도, 트리울초수페리오레                                    |
| 5구 | 비겐티노, 키아라발레, 그라토솔리오                | 29.87      | 119,900                 | 4,014             | 바스메토, 칸탈루파, 카세누오베, 키아라발레, 키에사로사, 콘카팔라타, 파티마, 그라토솔리오, 레 테라체, 마코나고, 미살리아, 모리비오네, 포르타로도비카, 포르타비젠티나, 퀸토솔레, 론케토델레라네, 산고타르도, 셀바네스코, 스타데라, 토레타, 바이아노발레, 비젠티노 |
| 6구 | 바로나, 로렌테조                                  | 18.28      | 146,606                 | 8,020             | 아르차가, 바로나, 보팔로라, 카시나비안카, 콘케타, 크레타, 포페테, 잠벨리노로렌테조, 로도비코일모로, 몬쿠코, 포르타제노바, 포르 티치네세, 론케토술나빌리오, 산크리스토포로, 산탐브로조, 테라모, 빌라마젠티노, 빌라조데이피오리                                   |
| 7구 | 바조, 데안젤리, 산시로                            | 31.34      | 168,899                 | 5,389             | 아시아노, 바조, 피지노, 포포니노, 포르체아르마테, 아라르, 라마달레나, 무자노, 포르타마젠타, 콰르티에레델 올미, 콰르토카니노, 퀸토 로마노, 산시로, 발세시아, 베르첼레세                                                                                          |
| 8구 | 피에라, 갈라라테세, 콰르토오자로                  | 23.72      | 197.484                 | 7,565             | 볼디나스코, 불로나, 카뇰라, 캄포데이피오리, 카시나트리울차, 차이나타운, 코미나, 피에라, 갈라라테세, 가레냐노, 기솔파, 람푸냐노, 콰르티에레무소코, 포르타 볼타, 포르텔로, 콰르토 오자로, Q.T.8, 로세리오, 산레오나르도, 트렌노, 바레시나, 비알바, 빌라피초네     |
| 9구 | 포르타가리발디, 니구아르다                        | 21.12      | 179,453                 | 98,248            | 아포리, 비코카, 보비사, 보비사스카, 브루차노, 카그란다, 첸트로디레치오날레디밀라노, 코마시나, 데르가노, 풀비오테스티, 이솔라, 라폰타나, 몬탈비노, 니구아르다, 포르타가리발디, 포르타누오바, 프라토첸테나로, 세냐노                                              |
|     | 총합                                              | 181.76     | 1,322,750               | 7,277             | |

## 같이 보기
- 니구아르다 병원